# 余天云
余天云（1906年—1936年4月），湖北黄安（今红安）人，中国工农红军高级指挥员。

## 生平
余天云出生在一个贫苦农民家庭。1927年11月，他参加了黄麻起义。1928年，他加入中国共产党，同年参加了中国工农红军。此后，他先后在红十一军、红一军、红四军历任班长、排长、连长、营长。 1932年3月，他任红四方面军第4军第12师第36团团长。他参加了创建鄂豫皖苏区的征战，参加了各次反“围剿”以及黄安战役、商潢战役、潢光战役等战役。
1932年10月，他随红四方面军主力西入四川，参加了解放通南巴（通江、南江、巴中）的作战和川陕苏区反“三路围攻”的作战。1933年7月，他任红三十军军长，参加了仪南战役、营渠战役、宣达战役和反“六路围攻”的作战。1935年，他调任红三十一军军长，参加了广昭战役、陕南战役、嘉陵江战役。长征途中，他参加了绥崇丹懋战役等战役。1936年1月，他调入红四方面军红军大学学习，并兼任高级指挥科科长。
在红军大学学习期间，余天云目空一切，顶撞校长刘伯承，为此受到张国焘处理。1936年4月，他在随部队转移途中，在西康省丹巴县（今属四川省）渡河时投河自杀，享年30岁。

## 延伸阅读
- 红四方面军高级指挥员余天云之死，党史纵横2010年第03期